# Аденилатциклазный путь
Аденилатциклазный путь, известный также как цАМФ-зависимый путь — сигнальный каскад, который запускается активацией лигандом-агонистом трансмембранного G-белок-связанного метаботропного рецептора. G-белки состоят из 3 субъединиц (α, β и γ). α-субъединицы бывают двух типов по отношению к аденилатциклазе: активирующие (αs) и ингибирующие (αi). 

## Активация и деактивация
1. Взаимодействие лиганда с рецептором.  Это взаимодействие приводит к изменению конформации рецептора и активируется сопряженный с адренорецептором внутриклеточный G-белок. Он состоит из трех субъединиц, α-субъединица связана с ГДФ в неактивном состоянии.
2. После активации ГДФ заменяется на ГТФ, а от G-белка отделяются β- и γ-субъединицы. Остается только активная α-субъединица (αs- и αi-субъединицы).
3. Активная часть G-белка (αs-субъединица) стимулирует активацию аденилатциклазы, которая, в свою очередь, катализирует превращение АТФ в цАМФ. (αi-субъединица ингибирует синтез цАМФ, следовательно реакции в клетке прекращаются).
4. цАМФ — является вторичным посредником этой цепи передачи сигнала в клетке. цАМФ распространяется по всей клетке и связывается с цАМФ-зависимой протеинкиназой А, (с одной молекулой протеинкиназы связывается 4 молекулы цАМФ).
5. Активированная протеинкиназа А диссоциирует на 4 субъединицы, две из которых обладают каталитическими активностями. ПК А фосфорилирует ряд ферментов: киназу фосфорилазы, гликогенфосфорилазу, гликогенсинтазу, гормончувствительную липазу, активируя их.
6. цАМФ синтезируется, пока α-субъединица (ГТФ-аза), отщепляет фосфат от ГТФ.
7. Как только ГТФ превратился в ГДФ, то α-субъединица инактивируется, теряет свое влияние на аденилатциклазу, обратно соединяется с β- и γ-субъединицами.
8. Все возвращается в исходное положение.

Особенность этой системы передачи сигнала в клетке состоит в том, что сигнал на большинстве этапов (кроме этапа активации протеинкизаны А молекулами цАМФ) усиливается, например, активированная аденилатциклаза синтезирует множество молекул цАМФ. В результате взаимодействия одной молекулы адреналина с рецептором в плазматической мембране клетки печени, в кровь выводится около 10 миллионов молекул глюкозы. вследствие чего гетеротримерный G-белок отсоединяет бета-гамма-димер, а альфа-субъединица G-белка активирует либо угнетает, в зависимости от типа альфа-субъединицы, активность аденилатциклазы, что приводит к повышению или снижению концентрации циклического АМФ и к активации либо угнетению вторичных эффекторов, таких, как протеинкиназа A. Это один из основных и самых распространённых способов межклеточной коммуникации и внутриклеточной передачи сигнала в клетках животных, особенно млекопитающих.